# Medea i Korint
Medea i Korint (italienska: Medea in Corinto) är en opera i två akter med musik av Giovanni Simone Mayr. Libretto av Felice Romani.

## Historia
Trots att Meyr skrev över sextio operor är detta en av de få som har överlevt in i vår tid. Operan uruppfördes på Teatro San Carlo i Neapel den 28 november 1813.

## Personer och personer som medverkade första gången
- Creonte, Kung av Corint – okänd, Bas
- Giasone – Andrea Nozzari, Tenor
- Medea, hans hustru – Isabella Colbran, Sopran
- Egeo, Kung av Aten – Manuel del Pópulo Vicente García, Tenor
- Creusa, Dotter till Creonte – Luigia Pontiggia Sopran
- Evandro, Creontes närmaste – okänd
- Ismene, Medeas närmaste – Gioacchina Garcia
- Tideo, Vän till Giasone – okänd
- Korinter, jungfrur till Creusa, präster, Egeos närmaste, furier

## Handling
Berättelsen om Medea som hämnas på Jason och Gluce bygger på Euripides' tragedi Medea. 

## Webbkällor
- trailer della rappresentazione del 2010 a Monaco di Baviera